# Lancelote

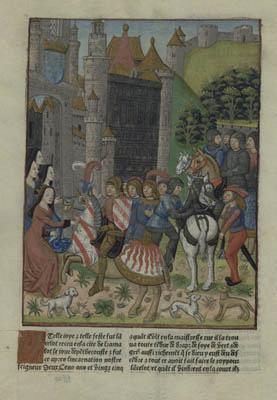
Lancelote numa iluminura medieval

Lancelote, Lancelot ou Lançarote (em inglês: Sir Lancelot; em francês: Lancelot du Lac, em espanhol: Lanzarote del Lago) foi um dos Cavaleiros da Távola Redonda na lenda do rei Artur. É comumente apresentado como o maior campeão do Rei Artur, cujo caso de amor com a rainha Genebra levou ao fim do reino Arturiano.
Sua primeira aparição como personagem principal está em Lancelot, le chevalier de la charrette, ou "Lancelote, o Cavaleiro da Carreta", de Chrétien de Troyes, escrito no século XII. No século XIII, ele foi o principal foco no longo Ciclo da Vulgata, onde suas façanhas são contadas na seção conhecida como Lancelote em prosa. Sua vida e aventuras tem sido destaque em vários romances medievais, muitas vezes conflitantes com histórias de fundo e cadeias de eventos.

## Origens pré-romanas
Origens literárias de Lancelote são de uma história esquecida do passado. Antes de sua aparição nas obras de Chrétien de Troyes, Lancelote é praticamente desconhecido. O acadêmico Roger Sherman Loomis sugere que Lancelote está relacionado tanto ao personagem Llenlleog (talvez "Pulando a-um"; Leaping-one), o irlandês de Culhwch e Olwen (que ele associa com o "promontório de Gan(i)em"), ou o herói galês Llwch Llawwynnauc ("Llwch da Mão Marcante"), que por sua vez é provavelmente uma versão da divindade irlandesa evemerizada Lugh Lonbemnech. Devido ao fato de que seus nomes são semelhantes e que ambos empunham uma espada e lutam por um caldeirão em ambos Preiddeu Annwn e Culhwch, muitos estudiosos pensam que são a mesma figura.
Mas os estudiosos modernos não têm tanta certeza. Uma sugestão é a de que, dada a evidência do manuscrito de L'Ancelot, o nome pode ter sido uma invenção de Chrétien de Troyes, uma vez que "Ancelot" significa "servo". Outra sugestão é a de que o nome pode ter derivado do Anguselaus de Geoffrey de Monmouth. No entanto, um pesquisador sugeriu que Lancelote pode ser uma variante do nome "Lancelin". Lancelot ou Lancelin podem ter sido o herói em vez de um conto popular independente, que teve contato e finalmente foi absorvido pela tradição de Artur: o roubo de uma criança por uma fada da água, a aparência do herói em um torneio em três dias consecutivos em três disfarces diferentes, e o resgate de uma rainha ou princesa de uma prisão do Outro Mundo são todas as características de um conhecido e generalizado conto, as variantes de que são encontrados em quase todas as terras, e inúmeros exemplos de que foram recolhidos por Barzaz Breiz de Théodore Claude Henri, por Emmanuel Cosquin em seu Contes Lorrains, e por J. F. Campbell em seu Tales of the West Highlands.

## Lenda arturiana
De acordo com o Ciclo da Vulgata (também chamado de Lancelote-Graal), o rei Ban de Benoic e a rainha Elaine tiveram um filho, o príncipe Galahad, nascido na fronteira entre a Gália e a Bretanha. O reino foi invadido pelo inimigo de Ban, Claudas, e o rei foi morto. Elaine fugiu com o filho e o entregou a Viviane, a Dama do Lago, antes de voltar para junto de seu falecido marido. Viviane decidiu mudar o nome do menino para Lancelote sob a concordância de Merlin, que previu que ele seria o amante de Genebra e, portanto, não poderia receber um nome tão santo quanto Galahad.
Crescendo ao lado dos primos Lionel e Bors, filhos do rei Boors (irmão de Ban) e da rainha Evaine (irmã de Elaine), Lancelote se torna um guerreiro forte e habilidoso. Para derrotar Claudas, ele se une a vários cavaleiros, incluindo seu meio-irmão paterno, Hector de Maris, um de seus maiores aliados. Nesta jornada, Viviane os guiam para Logres, onde são nomeados cavaleiros do Rei Artur, sobrinho da Dama do Lago. Lancelot tinha 15 anos na época, mas dizia ter 18. Ele faz amizade com vários cavaleiros, principalmente com Gauvain, sobrinho de Artur através de sua meia-irmã Morgause. Gareth, irmão mais novo de Gauvain, foi outro grande amigo, e um de seus maiores admiradores. Uma vez na corte, ele e os primos voltaram para a França e derrotaram Claudas, recuperando os reinos de Ban e Boors. Embora fosse o príncipe legítimo, Lancelote deixa o trono para Hector e volta para Arthur.
Admirado como o mais belo dos rapazes, Lancelote se apaixona instantaneamente por Genebra quando vai buscá-la em Cameliard, reino de seu pai Leodegrance, para se casar com Artur. Ele se torna seu cavaleiro privado. Quando ela é capturada por Meleagant, parte com Gauvain em seu resgate. A princípio, quando encontrada, Genebra se mostra decepcionada com Lancelote por ter hesitado em prosseguir o caminho de carreta (um transporte para condenados). Porém, ela o perdoa e eles consumam seu amor. Meleagant aprisiona o cavaleiro, mas este descobre que haveria um torneio no qual a rainha estaria presente. Jurando pela Santa Igreja que retornaria à prisão após o torneio, Lancelote é libertado pela carcereira e entra no torneio sem revelar sua identidade. A pedido de Genebra, como prova de amor, ele perde os primeiros combates. Porém, também a pedido desta, ele vence os finais e derrota fatalmente Meleagant, levando Genebra de volta a Camelot.
Seu amor por Genebra o afastou de qualquer possibilidade de amar outra mulher. Um conhecido caso, contado no poema "The Lady of Shalott" de Alfred Tennyson, foi o de Elaine de Astolat. Ela se apaixonou pelo cavaleiro e cuidou de seus ferimentos após uma justa. Lancelote se dispõe a pagar por seus serviços, mas ela quer se casar com ele. O cavaleiro explica que não pode desposá-la, pois prometeu nunca se casar (já que sua amada já é casada). Então ela lhe propõe ser sua amante, ao que ele reage horrorizado, pois não quer ferir a honra da dama que o ajudou. Lancelote se dispõe a pagar seu dote a qualquer cavaleiro que ela escolher como marido, mas Elaine insiste em amá-lo. Lamentando-se por não poder fazer nada, ele parte de volta a Camelot e a dama morre dez dias depois, com o coração partido. Lancelote, chateado, paga por um enterro luxuoso a Elaine.
A meia-irmã de Artur, Morgana Le Fay, também era apaixonada por Lancelote sem ser correspondida. Ela chegou a capturá-lo e mantê-lo preso com a ajuda da feiticeira Sybil para forçá-lo a se tornar seu amante. Lancelote é solto sob a condição de não se deitar com Genebra novamente. Tal condição enfurece a rainha, que sugere a Artur casar a irmã com o velho rei Urien, mantendo Morgana afastada de Lancelote. Artur acata a sugestão, e o casamento aumenta a tensão entre as cunhadas.
Elaine de Corbenic, filha do rei Pelles e prima de Genebra, foi a mais bem sucedida das mulheres que se apaixonaram por Lancelote sem serem correspondidas. Usando feitiçaria, ela enganou o cavaleiro passando-se por Genebra e eles dormiram juntos. Ao descobrir, Lancelote voltou para Camelot, furioso por ter sido enganado e, consequentemente, ter quebrado sua promessa de não se deitar com nenhuma mulher a não ser sua amada. Elaine engravidou e deu a luz Galaaz. Ao descobrir sobre o ocorrido, Genebra se enfureceu e baniu Lancelote, deixando-o louco. O Santo Graal apareceu diante de si quando o cavaleiro estava na floresta, nu, em um acesso de loucura, sendo curado após beber água do cálice, que depois somiu. Elaine repreendeu a prima por ser cruel com Lancelote, mas a rainha a ignorou e a censurou por tê-lo enganado e se envolvido com feitiçaria. Pelo passado adúltero do cavaleiro, ele não foi selecionado pela luz divina para integrar a busca pelo Graal. Galaaz liderou a missão com sucesso.
Morgana se uniu a Mordred (sobrinho de Artur através de sua meia-irmã Morgause, e seu próprio filho em algumas versões) e Agravain (outro filho de Morgause, irmão de Gauvain, Gaheris e Gareth) para derrubar o rei. A maneira encontrada foi revelar o caso entre Genebra e Lancelote. Quando um grupo de Cavaleiros da Távola Redonda o flagrou saindo do quarto da rainha, Lancelote fugiu, enfrentando os que partiram para o combate. Nesta, ele matou Agravain e acabou ferindo fatalmente Gaheris e Gareth. Genebra foi condenada à fogueira, mas Artur decidiu que a execução aconteceria durante a aurora, permitindo que Lancelote viesse em seu resgate. Ele a levou para seu castelo, onde passaram um tempo. Jurando vingança por seus irmãos, Gauvain desafia Lancelote e é derrotado. Gauvain percebe que não era a intenção de Lancelote matar Gaheris e Gareth, e o perdoa antes de morrer. Artur propõe um acordo: Lancelote entregaria Genebra e seria banido em vez de morto, e a rainha não seria executada. O cavaleiro concordou e partiu novamente para a Bretanha, onde é acolhido por seu meio-irmão. Nesse ínterim, Mordred usurpou o trono e Artur se viu obrigado a enfrentá-lo numa guerra. O rei pede para que chamem Lancelote para ajudar. Infelizmente, o cavaleiro chega tarde. Artur e Mordred matam um ao outro enfiando suas espadas. Antes de sucumbir, o rei perdoa Lancelote e pede para que Excalibur seja devolvida à Dama do Lago. Lancelote delega essa função a Sir Bedivere e vai ao encontro de Genebra. Esta, por sua vez, decidiu se juntar a um convento para se redimir do pecado de adultério. Lancelote segue o exemplo e se torna um monge.

## Outras mídias
Lancelote foi interpretado por vários atores em diferentes filmes e séries. Dentre os quais, se destacam:
- Em filmes: Robert Taylor (Os Cavaleiros da Távola Redonda, 1953), Robert Goulet (Camelot, 1960), Cornel Wilde (Lancelot and Guinevere, 1963), Franco Nero (Camelot, 1967), Luc Simon (Lancelot du Lac, 1974), Nicholas Clay (Excalibur, 1981), Richard Gere (Lancelot, o Primeiro Cavaleiro, 1995), Michael Vartan (As Brumas de Avalon, 2001), Ioan Gruffudd (King Arthur, 2004) e Martin McCreadie (Transformers: O Último Cavaleiro, 2017).
- Em séries: William Russell (The Adventures of Sir Lancelot, 1956-1957), Jeremy Sheffield (Merlin, 1998), Santiago Cabrera (Merlin, 2008-2012) e Sinqua Walls (Once Upon a Time, 2012-2015)
- Em versão animada: Phil Cornwell (King Arthur's Disasters, 2005-2006) e Ryōtarō Okiayu (Fate/Zero, anime, 2011).
- Em comédia: John Cleese (Monty Python and the Holy Grail, 1975), Christopher Tavarez (Avalon High, 2010) e Dan Stevens (Uma Noite no Museu 3 - O Segredo da Tumba, 2014)